# Syncolostemon
Syncolostemon, biljni rod iz porodice usnača kojemu pripada 51 vrsta jednogodišnjeg raslinja, polugrmova i grmova u južnoj i tropskoj Africi, Madagaskaru (jedna vrsta) i Indiji (jedna vrsta).
Rod je smješten u podtribus  Ociminae, dio tribusa Ocimeae, potporodica Nepetoideae. Tipična vrsta je Syncolostemon densiflorus Benth., grm iz južnoafričkih provincija KwaZulu-Natal i Eastern Cape.

## Etimologija
Izvedenica imena Syncolostemon dolazi od grčkog syn-, što znači 'ujedinjen', kolos u značenju 'sužen, zakržljao'; stemon što znači 'stup' ili 'prašnik'; vjerojatno se misli na spojene prednje niti ucvijetu, filamente.

## Opis
Jednogodišnje ili višegodišnje zeljaste biljke, polugrmovi ili nisko drveće. Lišće nasuprotno. Cvjetovi dvospolni. Čaška 2-usna; gornja usna jajasta, cijela; donja usna s 4 zuba ili s bočnim režnjevima. Vjenčić bijel do ružičast ili ljubičast. Prašnici su zakrivljeni, obično uključeni u prednju (donju) usnu vjenčića. Prednji i stražnji parovi filamenta odvojeni su jasnim razmakom na mjestu umetanja u cjevčicu vjenčića; prednji filamenti međusobno srasli. Jajnici goli. Oraščići smeđi.

## Vrste
1. Syncolostemon albiflorus (N.E.Br.) D.F.Otieno
2. Syncolostemon argenteus N.E.Br.
3. Syncolostemon aurulentus Ngwenya
4. Syncolostemon bolusii (N.E.Br.) D.F.Otieno
5. Syncolostemon bracteosus (Benth.) D.F.Otieno
6. Syncolostemon canescens (Gürke) D.F.Otieno
7. Syncolostemon cinereus (Codd) D.F.Otieno & Retief
8. Syncolostemon comosus (Wight ex Benth.) D.F.Otieno
9. Syncolostemon comptonii Codd
10. Syncolostemon concinnus N.E.Br.
11. Syncolostemon densiflorus Benth.
12. Syncolostemon elliottii (Baker) D.F.Otieno
13. Syncolostemon eriocephalus I.Verd.
14. Syncolostemon flabellifolius (S.Moore) A.J.Paton
15. Syncolostemon floccosus (Launert) D.F.Otieno
16. Syncolostemon foliosus (S.Moore) D.F.Otieno
17. Syncolostemon gerrardii (N.E.Br.) D.F.Otieno
18. Syncolostemon heterophyllus (Gürke) K.Balkwill
19. Syncolostemon incanus (Codd) D.F.Otieno
20. Syncolostemon latidens (N.E.Br.) Codd
21. Syncolostemon linearis (Benth.) D.F.Otieno
22. Syncolostemon macranthus (Gürke) Ashby
23. Syncolostemon macrophyllus Gürke
24. Syncolostemon madagascariensis (A.J.Paton & Hedge) D.F.Otieno
25. Syncolostemon modestus (Codd) D.F.Otieno
26. Syncolostemon muddii (N.E.Br.) K.Balkwill
27. Syncolostemon namapaensis D.F.Otieno
28. Syncolostemon ngwenyae K.Balkwill
29. Syncolostemon obermeyerae (M.Ashby) D.F.Otieno
30. Syncolostemon oritrephes (Wild) D.F.Otieno
31. Syncolostemon ornatus (S.Moore) D.F.Otieno
32. Syncolostemon parviflorus E.Mey. ex Benth.
33. Syncolostemon parvifolius (Codd) D.F.Otieno
34. Syncolostemon persimilis (N.E.Br.) D.F.Otieno
35. Syncolostemon petiolatus (Ashby) D.F.Otieno
36. Syncolostemon pretoriae (Gürke) D.F.Otieno
37. Syncolostemon punctatus (Codd) D.F.Otieno
38. Syncolostemon qudeniensis D.F.Otieno
39. Syncolostemon ramosus (Codd) D.F.Otieno
40. Syncolostemon ramulosus E.Mey. ex Benth.
41. Syncolostemon rectiflorus K.Balkwill
42. Syncolostemon rehmannii (Gürke) D.F.Otieno
43. Syncolostemon rotundifolius E.Mey. ex Benth.
44. Syncolostemon rugosifolius (M.Ashby) D.F.Otieno
45. Syncolostemon stalmansii (A.J.Paton & K.Balkwill) D.F.Otieno
46. Syncolostemon stenophyllus (Gürke) D.F.Otieno
47. Syncolostemon subvelutinus (Gürke) D.F.Otieno
48. Syncolostemon teucriifolius (Hochst.) D.F.Otieno
49. Syncolostemon thorncroftii (N.E.Br.) D.F.Otieno
50. Syncolostemon transvaalensis (Schltr.) D.F.Otieno
51. Syncolostemon welwitschii (Rolfe) D.F.Otieno

## Sinonimi
- Hemizygia (Benth.) Briq.; Nat. Pflanzenfam. [Engler & Prantl] IV, 3a: 368 (1897)
- Bouetia A.Chev.; Bull. Soc. Bot. France 58(8): 200 (1911 publ. 1912)